# Brücke der sino-nepalesischen Freundschaft
Die Brücke der sino-nepalesischen Freundschaft (chinesisch 中尼友谊桥, englisch Sino-Nepal Friendship Bridge) über den Fluss Sunkoshi verbindet die Orte Zhangmu (Tibet, China) und Kodari im Sindhulpalchok-Distrikt (Nepal).

## Beschreibung
Die 1964 eröffnete Brücke war bis in die 2010er Jahre der einzige offizielle Grenzübergang zwischen den beiden Staaten. Sie liegt je nach Quelle in 1760 m, 1800 m oder 2100 m über dem Meeresspiegel. 
Die Stahlbeton-Bogenbrücke mit oben liegendem Fahrbahnträger aus Spannbeton war rund 8 m breit und 45 m lang.
Sie wurde bei dem Erdbeben vom 25. April 2015 schwer beschädigt und musste abgerissen werden. Zunächst wurde sie durch eine Behelfsbrücke ersetzt. Anschließend bauten chinesische Unternehmen daneben eine neue, angeblich 110 m lange und deutlich breitere Stahlbeton-Balkenbrücke mit zwei Pfeilern, die im Juni 2019 eröffnet wurde.

## Verkehrsanbindung
Auf der nepalesischen Seite ist die Straßenbrücke an den Araniko Highway angebunden, der bis in die Hauptstadt Kathmandu führt. Auf chinesischer Seite ist das Bauwerk zugleich Endpunkt des Friendship Highways. Dieser ist Teilstück der Nationalstraße 318 und führt über Lhasa, die Hauptstadt des Autonomen Gebiets Tibets, weiter bis nach Shanghai.

## Wirtschaftliche Bedeutung
Die Regierungen beider Staaten haben im Umkreis von 30 Kilometern um die Brücke eine Zone mit rechtlichen und administrativen Erleichterungen für die Einreise und den Warenaustausch der dort lebenden Bevölkerung errichtet. So besteht für diesen Personenkreis Visafreiheit. Zudem ist für eine Vielzahl von in Nepal hergestellten Waren, vor allem für Agrar- und handwerkliche Produkte, keine Zollabgabe zu entrichten. Hieraus hat sich im Umkreis der Brücke eine rege Wirtschaftstätigkeit entwickelt. Tibetische Händler verkaufen Wolle, Salz, Tee und die beliebten tibetischen Medizinprodukte.
Jedoch dominiert der Handel mit in anderen Landesteilen Chinas hergestellten Waren aller Art. Die auf Lastwagen ankommende Ware wird in der Regel in Zhangmu, dem der Brücke nächstgelegenen Ort auf chinesischer Seite, entladen, über die Brücke geschafft und dort auf Lastwagen des Ziellandes verladen. Dieses aufwendige Verfahren erfolgt aus zolltechnischen und anderen administrativen Gründen, zudem ist es auch der Änderung der Fahrbahnseite (Links- und Rechtsverkehr) geschuldet. Um die teilweise chaotischen Abläufe auf nepalesischer Seite zu verbessern, wird in der Nähe des Ortes Kodari mit chinesischer Hilfe ein neues Lkw-Depot errichtet.
Ein Teil der Waren wird auch im Ort selbst zum Kauf angeboten. Viele Tibeter vermieten das Erdgeschoss ihres Hauses an Händler aus anderen chinesischen Regionen. Täglich überqueren rund 500 Nepalesen die Freundschaftsbrücke, um ihre Produkte zu verkaufen bzw. chinesische Waren für den Eigenbedarf oder den Wiederverkauf in ihrer Heimat zu erwerben. In umgekehrter Richtung queren täglich rund 250 Chinesen die Brücke.

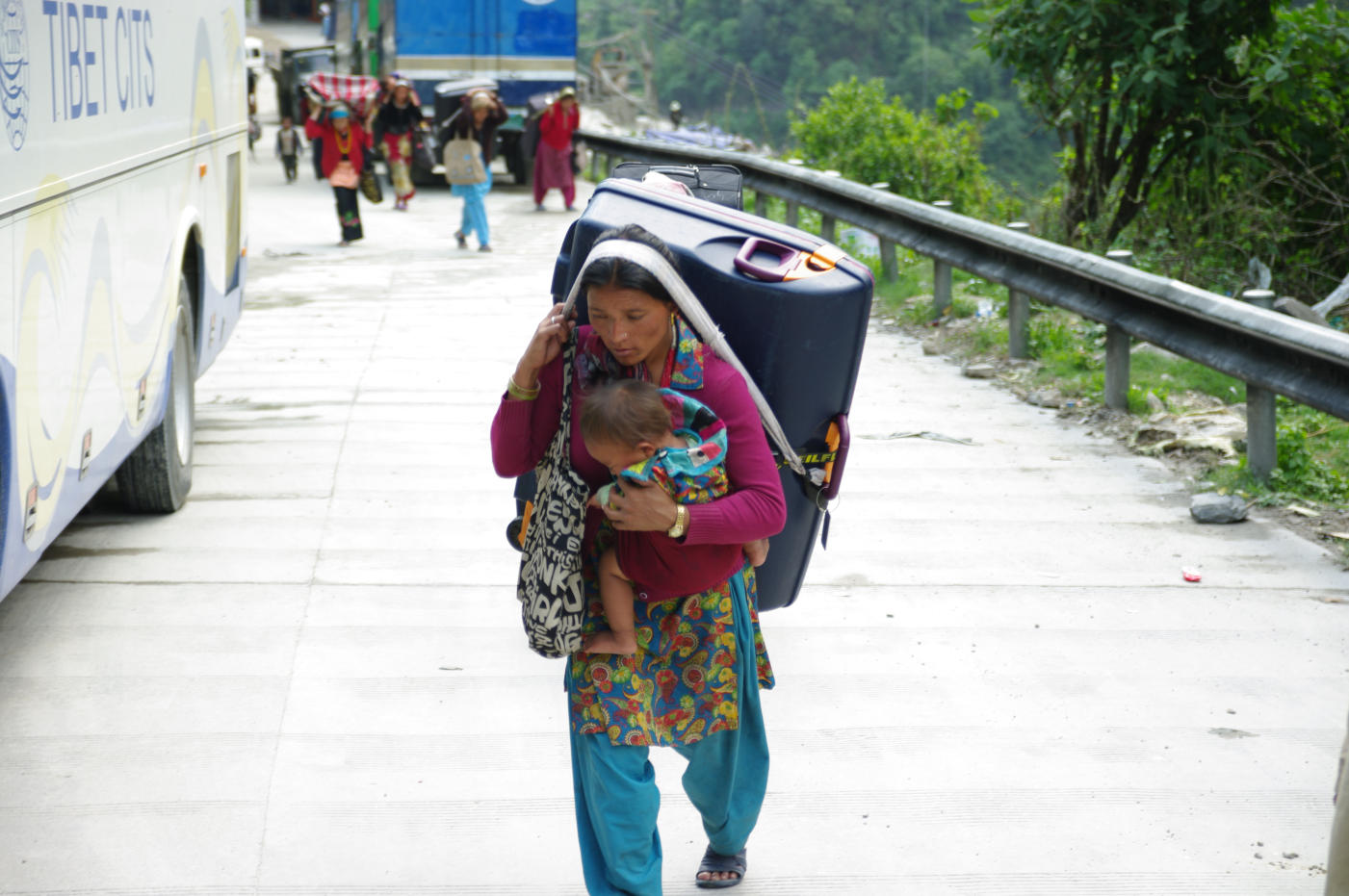
Nepalesische Frauen tragen die Koffer der nach China einreisenden Pauschaltouristen über die Brücke der sino-nepalesischen Freundschaft.

Darüber hinaus queren zahlreiche Touristen die Brücke, darunter Bergsteiger, die den Mount Everest von der chinesischen Seite aus ersteigen wollen. Von Kathmandu ankommende Pauschaltouristen müssen in der Regel den Bus in Nepal verlassen und zu Fuß über die Brücke gehen, um dort mit einem chinesischen Unternehmen weiterzufahren.

## Sonstiges
Der ehemalige nepalesische Premierminister Baburam Bhattarai erklärte während seiner Amtszeit, dass Nepal insgesamt eine Freundschaftsbrücke zwischen China und Indien werden soll.